# Louis Juchereau de Saint-Denis
Louis Juchereau de Saint-Denis est un militaire et explorateur canadien-français né le 17 septembre 1676 à Beauport près de Québec et mort le 11 juin 1744 à Natchitoches en Louisiane française.

## Biographie

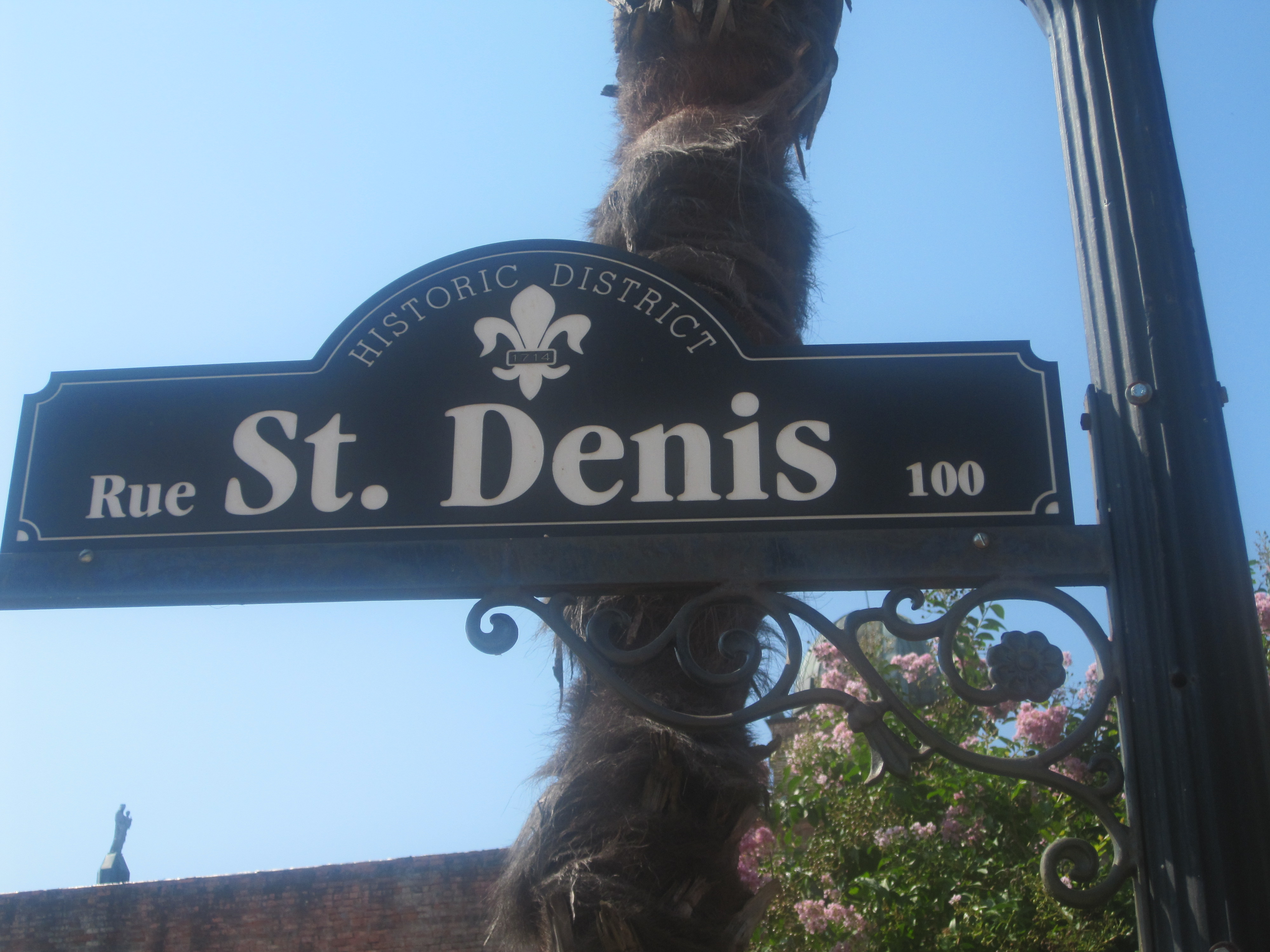
Nom de rue de Natchitoches en son honneur.

Louis Juchereau de Saint-Denis est le fils de Nicolas Juchereau de Saint-Denis et de Marie Thérèse Giffard. Il a pour frère aîné, Charles Juchereau de Saint-Denis, sieur de Beaumarchais (1655-1703), lieutenant général de la prévôté de Montréal. Il est le petit-fils de Robert Giffard fondateur de la ville de Beauport près de la ville de Québec.
Ses parents l'envoient en France pour parfaire ses études.
En 1699, Il s'embarque à La Rochelle dans la seconde expédition de Pierre Le Moyne d'Iberville. 
Arrivée en Louisiane française, il prend le commandement d'un premier fort le long du fleuve Mississippi, le fort de La Boulaye puis d'un autre à Biloxi.
Il organise une expédition pour explorer le cours de la rivière Rouge et entre en contact avec la Nation amérindienne des Caddos, notamment la Confédération des Amérindiens Natchitoches.
En 1713, le gouverneur de la Louisiane française, Antoine de Lamothe-Cadillac l'envoie depuis son poste du fort de Mobile vers les confins occidentaux de la Louisiane aux avant-postes du territoire espagnol du Mexique et commande le Fort des Natchitoches. Il s'avance vers l'ouest et fait fortifier un poste de traite situé aux limites occidentales de la Louisiane française et du Texas espagnol, le fort Le Dout.
Fait prisonnier par les Espagnols, et transféré au quartier général espagnol de Mexico, il s'attire la confiance de ses vainqueurs au point d'être nommé commandant en second des forces espagnoles au Nord de la Nouvelle-Espagne dans le Texas espagnol. Revenu près de la Louisiane, il se marie avec une jeune parente (la belle-petite-fille) de son commandant espagnol.
Après la fin de la Guerre de Succession d'Espagne et la mort du roi de France Louis XIV (1715), Louis Juchereau de Saint-Denis retourne en Louisiane dans la vallée de la rivière Rouge et reprend le commandement du poste avancé de Fort des Natchitoches, en territoire Natchitoches. Il fait venir près de lui sa jeune épouse.
En 1732 le fort qu'il commande est assiégé par une bande de guerriers Natchez. Saint-Denis ne répond pas à leur attaque. Exaspérés, ils brûlent vive une femme française capturée juste à l'extérieur du fort. La bataille de la Colline Sang pour Sang s'engage : Saint-Denis est si choqué qu'il opère une sortie avec 140 hommes dont 40 soldats blancs et 100 Amérindiens alliés. Quatre-vingt-quatorze guerriers Natchez et quatre de leurs chefs sont tués. Les survivants sont pourchassés et exterminés sur les rives d'un lac à sec, juste à l'Ouest de Cloutierville.
le 10 janvier 1743, il écrit un courrier à Jean Frédéric Phélypeaux de Maurepas, secrétaire d'État de Louis XV en poste à Versailles, pour lui demander de pouvoir prendre congé du commandement du fort des Natchitoches. Le roi de France, Louis XV, le nomma chevalier de l'Ordre royal et militaire de Saint-Louis.
Il meurt le 11 juin 1744 à Natchitoches.